# Nationaal park Loango
Het nationaal park Loango (Frans: Parc national de Loango) is een natuurgebied met een oppervlakte van 1.550 km² in het westen van het Centraal-Afrikaanse Gabon, in de provincie Ogooué-Maritime. Het is een van dertien nationale parken in het land, welke allen in 2002 door president Omar Bongo werden erkend samen met de oprichting van het Agence Nationale des Parcs Nationaux (ANPN).
Het nationaal park omvat diverse landschappen in het kustgebied, met inbegrip van een deel van de 220 km² grote lagune Iguéla. In het park zijn bossen, savanne, draslanden, mangroven en zandstranden. Tot de fauna behoren olifanten, buffels, nijlpaarden, gorilla's en luipaarden.
Voor de kust leeft werelds grootste concentratie en verscheidenheid aan walvissen en dolfijnen, op deze van Zuid-Afrika na. Het zeegebied voor de meer dan 100 kilometer lange onbewoonde kustlijn herbergt bultruggen en orka's. Ook leven er tarpoenen en vele andere grote zeevissen.
De International Union for Conservation of Nature and Natural Resources (IUCN) heeft Nationaal park Loango geklasseerd als faunareservaat en beschermd natuurgebied. In 1986 werd de kustlijn met lagunes erkend als watergebied van internationale betekenis conform de Conventie van Ramsar.
Het park, gelegen tussen de lagunes Nkomi en Ndogo, werd bekend door foto's van Michael Nichols in National Geographic van nijlpaarden die "surfden".